# Longino di Selino
Longino di Selino (in latino: Longinus Selinuntius; ... – Nicea, 498) fu uno dei ribelli isaurici nella guerra isaurica contro l'Impero romano d'Oriente.
Longino, originario della città isaurica di Selino, riuscì, tra il 494 e il 497, a rifornire i ribelli isaurici che si nascondevano nelle montagne dell'Isauria, da cui attaccavano le città vicine. Nel 498 fu catturato ad Antiochia Lamotis dal generale Giovanni Gibbo, inviato a Costantinopoli per essere mostrato e poi torturato e decapitato a Nicea.